# Pen Sokong
Pen Sokong (* 5. März 1994 in Phnom Penh) ist ein kambodschanischer Leichtathlet, der sich auf den Sprint spezialisiert hat.

## Sportliche Laufbahn
Erste internationale Erfahrungen sammelte Pen Sokong im Jahr 2015, als er bei den Asienmeisterschaften in Wuhan mit 11,66 s in der ersten Runde im 100-Meter-Lauf ausschied und auch über 200 Meter mit 23,05 s nicht über die Vorrunde hinauskam. 2018 nahm er an den Asienspielen in Jakarta teil und schied dort mit 11,10 s und 22,44 s erneut jeweils im Vorlauf aus. Auch bei den Asienmeisterschaften in Doha im Jahr darauf schied er mit 10,94 s über 100 Meter und mit 22,33 s im 200-Meter-Lauf jeweils in der ersten Runde aus. Im Dezember belegte er dann bei den Südostasienspielen in Capas in 10,88 s den achten Platz über 100 Meter und schied über 200 Meter mit 22,33 s im Vorlauf aus. 2020 verbesserte er den kambodschanischen Landesrekord über 100 Meter auf 10,67 s und im Jahr darauf nahm er dank einer Wildcard an den Olympischen Sommerspielen in Tokio teil und schied dort mit 11,02 s in der Vorausscheidungsrunde aus. Zudem war er Fahnenträger seiner Nation bei der Eröffnungsveranstaltung der Spiele.
2022 schied er dann bei den Südostasienspielen in Hanoi mit 11,18 s in der Vorrunde über 100 Meter aus und belegte mit der kambodschanischen 4-mal-100-Meter-Staffel mit neuem Landesrekord von 41,24 s den sechsten Platz. Im Jahr darauf gelangte er bei den Südostasienspielen in Phnom Penh mit 10,80 s auf Rang sieben über 100 Meter und schied über 200 Meter mit 21,98 s im Vorlauf aus. Zudem kam er mit der Staffel nicht ins Ziel. Ende September kam er bei den Asienspielen in Hangzhou mit 10,93 s nicht über die ersten Runde über 100 Meter hinaus.
2020 wurde Pen kambodschanischer Meister im 100-Meter-Lauf.

## Persönliche Bestleistungen
- 100 Meter: 10,67 s, 27. November 2020 in Phnom Penh (kambodschanischer Rekord)
- 200 Meter: 21,98 s (−0,5 m/s), 8. Mai 2023 in Phnom Penh